# 대진고등학교 (대구)
대진고등학교(大辰高等學校)는 대한민국 대구광역시 달서구 대곡동에 있는 공립 고등학교이다.

## 학교 연혁
- 2003년 11월 8일 : 대진고등학교 설립 계획 의결 (36학급, 남녀 공학)
- 2007년 1월 5일 : 교사 완공
- 2007년 3월 1일 : 초대 장원조 교장 취임
- 2007년 3월 3일 : 제1회 입학식(402명 12학급 남 164명, 여 238명)
- 2010년 2월 10일 : 제1회 졸업식(388명 12학급)
- 2011년 4월 25일 : 교육과학기술부 자율형 공립고등학교 지정(2012.03.01.-2017.02.28. 5년간)
- 2020년 3월 1일 : 제4대 김희운 교장 취임
- 2021년 3월 30일 : 대진책마루(도서관) 개관
- 2022년 1월 26일 : 제13회 졸업식(247명, 누계 4,988명)
- 2022년 3월 2일 : 제16회 입학(212명 남 105명, 여 107명)

## 참고 자료
- 대진고등학교 - 한국교육학술정보원 학교알리미